# Бојне
Бојне или Бухин (грч. Ανθηρό, до 1928. грч. Μπουχίνι) је насељено место у општини Рупишта у периферији Западна Македонија, Грчка. Према попису из 2021. године било је 25 становника.
Према бугарском географу и историчару, Василу Канчову, у Бојну је 1900. године живело 240 Словена хришћана. Македонски историчар Тодор Симовски, 1998. године наводи да је Бојне словенско насеље.